# Эс-Сувайк
Эс-Сува́йк (араб. السويق‎) — город в провинции Северная Эль-Батина Султаната Оман, центр одноименного вилайета. Расположен на берегу Оманского залива в 120 км к западу от столицы Маската. На 2008 год население оценивается в 128 165 человек. На арабском языке название города обозначает «небольшой рынок». Раньше сюда приезжали жители гор и побережья для продажи и покупки товаров. Гербом города является одногорбый верблюд.

## Достопримечательности
В вилайете Сувайк сохранились многие памятники истории: 20 древних стен, 4 башни и другие старые строения: крепости, укреплённые дома и т.д. Форт Сувайка построен в XVII веке. 